# Philothamnus bequaerti
Philothamnus bequaerti är en ormart som beskrevs av Schmidt 1923. Philothamnus bequaerti ingår i släktet Philothamnus och familjen snokar. Inga underarter finns listade i Catalogue of Life.
Denna orm förekommer i Afrika från Kamerun till Sydsudan och till Kongo-Kinshasa. Honor lägger ägg.